# Damon Wayans
Damon Kyle Wayans Sr. (New York, 1960. szeptember 4. –) amerikai színész, komikus, forgatókönyvíró és producer, a szórakoztatóiparban közismert Wayans-család tagja.
Az 1980-as évektől színészként és komikusként tevékenykedett, egy évig a Saturday Night Live című műsorban is látható volt. Ismertséget szkeccsjeleneteken alapuló, In Living Color című vígjáték-sorozatával szerzett, melyben 1990 és 1992 között szerepelt és négy Primetime Emmy-jelölést hozott számára. Emellett olyan filmekben játszott, mint Az utolsó cserkész (1991), a Kőagy őrnagy (1995), továbbá az Életem értelmei című szitkom a 2000-es évek elején. A színészet mellett forgatókönyvíróként és producerként is részt vett több film, illetve televíziós program elkészítésében.

## Fiatalkora és családja
Harlemben született a háztartásbeli és szociális munkás Elvira Alethia (leánykori nevén Green), valamint az áruházi menedzser Howell Stouten Wayans negyedik gyermekeként. Összesen tízen voltak testvérek, öt lánytestvére (Elvira, Vonnie, Nadia, Kim, Diedre) és négy fiútestvére (Marlon Wayans, Keenen Ivory Wayans, Shawn Wayans, Dwayne Wayans) van. A Jehova tanúi felekezetű Wayans szülők szigorú szellemben nevelték gyermekeiket.
A félénk, (később megműtött) dongalába miatt gyakran csúfolt és az anyagi gondokkal küszködő nagycsaládból származó Damon a humorhoz menekült problémái elől. A Murry Bergtraum Középiskola diákjaként tanárai problémás gyereknek tartották és a tizedik osztályban ki is bukott az intézményből.

## Pályafutása

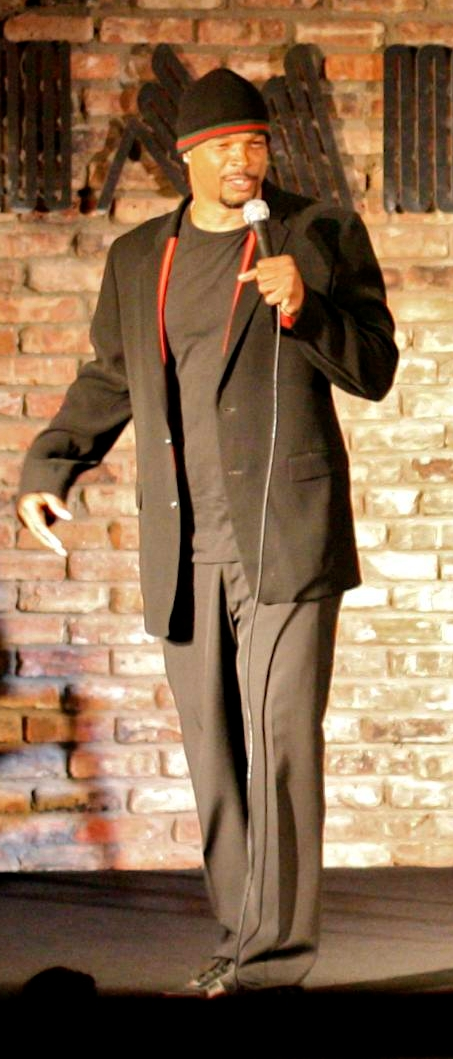
Wayans 2007-ben.

1982-ben kezdett el a stand-up comedy műfajjal foglalkozni. Egyik legelső szerepe egy rövid cameo volt az 1984-es Beverly Hills-i zsaru című Eddie Murphy-filmben – Wayans egy banánokat árusító szállodai alkalmazottat alakított. 1985 és 1986 között a Saturday Night Live kiemelt fellépője volt. Hét epizód után azonban kirúgták, amikor egy élő szkeccsben improvizált és az általa megformálandó rendőrt meleg férfiként jelenítette meg. Wayans később úgy nyilatkozott, hogy szándékosan rúgatta ki magát, mert kevesellte a művészi szabadságot, illetve azt az időt, amit a képernyőn eltölthetett.
1990-ben testvérével, Keenennel megalkotta a Fox csatornán sugárzott és többségében afroamerikai stábtagokból álló In Living Color című szkeccsműsort. A sorozat 1994-ig futott, bár Wayans 1992-ben kilépett, hogy színészi karrierjét építhesse. Ezt követően olyan filmekben tűnt fel, mint a Dől a lé (1992), a Kőagy őrnagy (1995), valamint a Csont nélkül, a Golyóálló és a Pofonláda című, 1996-os vígjátékok. Az 1994-es Szupermanust forgatókönyvíróként is jegyzi. Az 1995-ös Mindörökké Batman című film szereplőválogatásán az ő neve is felmerült, mint Rébusz megformálója, a szerepet azonban végül Jim Carrey kapta meg.
1996-ban produceri teendőket látott el a Waynehead című animációs sorozatban, mielőtt azt egy évad után törölték volna a műsorról, a kedvezőtlen nézettségi adatok miatt. 1997 és 1998 között vezető producerként a szintén rövid életű 413 Hope St. című drámasorozat elkészítésében vett részt. Az 1998-as Damon című, tizenhárom epizódot megélt vígjáték-sorozatban egy chicagói nyomozót alakított. 1999-ben jelent meg Bootleg című könyve. A család témakörben íródott, humoros észrevételeket tartalmazó összeállítás The New York Times-bestseller lett. 2010-ben egy második könyve is megjelent, Red Hats címmel. A Wayans korábbi munkásságához képest jóval komolyabb hangvételű fiktív történet egy megözvegyült asszonyról szól, aki csatlakozik a Red Hat Society elnevezésű, elmagányosodott idősebb nők megsegítéséért tevékenykedő szervezethez.
2001 és 2005 között az Életem értelmei című szituációs komédiában szerepelt, melynek egyik megalkotója is ő volt. 2016-tól a Halálos fegyver című vígjáték-drámasorozatban alakítja az eredeti filmekben Danny Glover által megformált Roger Murtaugh nevű főszereplőt.
A színészet mellett egy telefonos alkalmazásokat fejlesztő céget is alapított, MIMS (Money In My Sleep) néven.

## Magánélete
2000-ben váltak el feleségétől, Lisa Throne-tól. Négy gyermekük született: két fiú (Damon Wayans Jr., Michael Wayans) és két lány (Cara Mia Wayans, Kyla Wayans). 2014-ben lett nagyapa, amikor Michael Wayans kislánya, Ava Marie Jean megszületett.
2013-ban 2-es típusú cukorbetegséggel diagnosztizálták.
2015-ben megvédte a nemi erőszakkal vádolt Bill Cosbyt és keresetlen szavakkal jellemezte a humoristát hosszú évek után súlyos vádakkal megtámadó nőket.

## Filmográfia

### Filmek
| Év   | Magyar cím               | Eredeti cím             | Szerep                      | Magyar hang            |
| ---- | ------------------------ | ----------------------- | --------------------------- | ---------------------- |
| 1984 | Beverly Hills-i zsaru    | Beverly Hills Cop       | banános fickó               |                        |
| 1987 | Eszelős Hollywood        | Hollywood Shuffle       | testőr/Willie               |                        |
| 1987 | Roxanne                  | Roxanne                 | Jerry                       | Dimulász Miklós        |
| 1988 | Színek                   | Colors                  | T-Bone                      | Csankó Zoltán          |
| 1988 | A földi lányok csábítóak | Earth Girls Are Easy    | Zeebo                       | Boros Zoltán           |
| 1988 | Életem a kabaré          | Punchline               | Percy                       |                        |
| 1988 | Nyasgem!                 | I'm Gonna Git You Sucka | Leonard                     | Wohlmuth István        |
| 1988 | Nyasgem!                 | I'm Gonna Git You Sucka | Leonard                     | Markovics Tamás        |
| 1990 | Nicsak, ki beszél még!   | Look Who's Talking Too  | Eddie (hangja)              | Vajda László           |
| 1991 | Az utolsó cserkész       | The Last Boy Scout      | James Alexander 'Jimmy' Dix | Sinkovits-Vitay András |
| 1991 | Az utolsó cserkész       | The Last Boy Scout      | James Alexander 'Jimmy' Dix | Kálid Artúr            |
| 1992 | Dől a lé                 | Mo' Money               | Johnny Stewart              | Bor Zoltán             |
| 1993 | Az utolsó akcióhős       | Last Action Hero        | önmaga                      |                        |
| 1994 | Szupermanus              | Blankman                | Szupermanus/Darryl Walker   | Hevér Gábor            |
| 1995 | Kőagy őrnagy             | Major Payne             | Benson Payne őrnagy         | Galambos Péter         |
| 1996 | Csont nélkül             | Celtic Pride            | Lewis Scott                 |                        |
| 1996 | Pofonláda                | The Great White Hype    | James 'Szörnyeteg' Roper    | Forgács Péter          |
| 1996 | Pofonláda                | The Great White Hype    | James 'Szörnyeteg' Roper    | Fekete Ernő            |
| 1996 | Golyóálló                | Bulletproof             | Rock Keats/Jack Carter      | Jászai László          |
| 1996 | Golyóálló                | Bulletproof             | Rock Keats/Jack Carter      | Kaszás Gergő           |
| 1999 |                          | Harlem Aria             | Wes                         |                        |
| 1999 |                          | Goosed                  | Dr. Steven Hemel            |                        |
| 2000 | Afro-tv                  | Bamboozled              | Pierre Delacroix            | Kálid Artúr            |
| 2003 | Nyafka X                 | Marci X                 | Dr. S                       | Kálid Artúr            |
| 2004 |                          | Behind the Smile        | Charlie Richman             |                        |
| 2006 | Pingvin-show             | Farce of the Penguins   | pingvin (hangja)            |                        |

### Televízió
| Év        | Magyar cím                    | Eredeti cím                        | Szerep              | Megjegyzések                                                           |
| --------- | ----------------------------- | ---------------------------------- | ------------------- | ---------------------------------------------------------------------- |
| 1985–1986 | Saturday Night Live           | Saturday Night Live                | több szerep         |                                                                        |
| 1986      | Tripla csavar                 | Triplecross                        | makacs férfi        | tévéfilm                                                               |
| 1987      |                               | A Different World                  | Marvin Haven        | 1 epizód                                                               |
| 1989      |                               | One Night Stand                    | humorista           |                                                                        |
| 1990–2001 |                               | In Living Color                    | több szerep         | főszereplő (90 epizód)                                                 |
| 1998      |                               | Damon                              | Damon Thomas        | főszereplő (13 epizód)                                                 |
| 2001–2005 | Életem értelmei               | My Wife and Kids                   | Michael Kyle        | főszereplő (123 epizód)                                                |
| 2006      |                               | The Underground                    | több szerep         | 11 epizód                                                              |
| 2008      |                               | Never Better                       | Keith               | tévéfilm                                                               |
| 2011      | Happy Endings – Fuss el véle! | Happy Endings                      | Francis Williams    | 1 epizód                                                               |
| 2016–2019 | Halálos fegyver               | Lethal Weapon                      | Roger Murtaugh      | - főszereplő (55 epizód) - magyar hangja: - Kálid Artúr                |
| 2018      |                               | Happy Together                     | Mike Davis          | 1 epizód                                                               |
| 2021      |                               | Live in Front of a Studio Audience | Willis Drummond     | 1 epizód                                                               |
| 2024–2025 | Papa háza                     | Poppa's House                      | Damon "Papa" Fulton | - főszereplő - vezető producer - alkotó - magyar hangja: - Láng Balázs |

## Fordítás
- Ez a szócikk részben vagy egészben  a   Damon Wayans című angol Wikipédia-szócikk fordításán alapul.  Az eredeti cikk szerkesztőit annak laptörténete sorolja fel. Ez a jelzés csupán a megfogalmazás eredetét és a szerzői jogokat jelzi, nem szolgál a cikkben szereplő információk forrásmegjelöléseként.